# Persone sconosciute
Persone sconosciute (Persons Unknown) è una serie televisiva drammatica statunitense trasmessa da NBC nel 2010, che ruota attorno ad un gruppo di estranei che si ritrova imprigionato in una città fantasma.

## Trama
Un gruppo di diversi sconosciuti si ritrova intrappolato in una città deserta, senza alcuna idea di come vi siano giunti. Telecamere di sicurezza seguono ogni loro movimento, vanificando i loro tentativi di fuga. Di fronte a problemi fisici, emotivi e psicologici, gli ostaggi devono fare affidamento l'uno sull'altro per sopravvivere.

## Produzione
La serie è stata prodotta dalla Fox Television Studios attraverso il suo modello internazionale, che prevede la produzione di serie televisive per il mercato statunitense per mezzo dell'aiuto di finanziamenti internazionali. Le riprese sono state effettuate in località estere in cui i costi di produzione sono inferiori, e la serie è stata "pre-venduta" alle emittenti internazionali. Una volta realizzata, la serie è stata poi proposta alle emittenti statunitensi.
Persone sconosciute è stato ideato da Christopher McQuarrie. Nel settembre del 2008, Fox annunciò l'inizio della produzione della serie, che era co-finanziata da Televisa in Messico e dalla Rai in Italia. Le riprese iniziarono alla fine dell'ottobre del 2008 a Città del Messico, subito dopo l'ingaggio di Michael Rymer per dirigere il primo episodio.
Nel marzo del 2009, Variety riportò che Fox era alla ricerca di una rete televisiva che acquistasse la serie. NBC ha annunciato di aver acquistato i diritti televisivi della serie nel luglio del 2009.
Lo showrunner della serie televisiva è Remi Aubuchon.

## Episodi
La serie, costituita da una stagione di 13 episodi, è andata in onda sul canale televisivo statunitense NBC dal 7 giugno al 28 agosto 2010. In Italia è stata trasmessa da Rai 2 dal 10 settembre 2010 al 3 dicembre 2010.
| Stagione       | Episodi | Prima TV originale | Prima TV Italia |
| -------------- | ------- | ------------------ | --------------- |
| Prima stagione | 13      | 2010               | 2010            |

## Personaggi e interpreti

### Personaggi principali
- Janet Cooper, interpretata da Daisy Betts, doppiata da Laura Lenghi.
Proprietaria di un asilo nido di San Francisco. È madre single di una bambina di sei anni che non ha mai conosciuto suo padre, reo di averle abbandonate durante la gravidanza di Janet. Poco prima del rapimento era alla ricerca di suo marito. Sembra terrorizzata da sua madre che definisce "una persona violenta".
- Joe Tucker, interpretato da Jason Wiles, doppiato da Fabio Boccanera.
È il leader carismatico del gruppo di sequestrati. È il primo a soccorrere gli altri ostaggi nelle loro stanze. Misterioso e riservato, afferma di provenire da New York ma non vuole rivelare altri particolari sulla sua vita agli altri membri del gruppo.
- Moira Doherty, interpretata da Tina Holmes, doppiata da Maura Cenciarelli.
È una paziente di psichiatria nonostante all'inizio si presenti proprio come una psichiatra. Dolce e pacata, sembra alla costante ricerca di persone che la comprendano e che siano sue amiche. Afferma di avere il vizio di mentire troppo spesso e considera la sua vita un completo fallimento. Sembra conoscere parecchie nozioni di medicina.
- Graham McNair, interpretato da Chadwick Boseman, doppiato da Alberto Bognanni.
È un marine dell'esercito americano che ha prestato servizio in Iraq. È un musulmano praticante e l'esperienza nell'esercito sembra aver rafforzato la sua fede. Calmo e pacifico, nasconde un passato di cui non va fiero. È l'uomo d'azione del gruppo.
- Victoria "Tori" Fairchild, interpretata da Kate Lang Johnson, doppiata da Chiara Gioncardi.
Giovane, bella e un po' viziata, è figlia dell'ambasciatore statunitense in Italia. Prima del rapimento ha avuto un alterco pubblico con suo padre, relativo alla morte di sua madre. È una ragazza spigliata, intraprendente e piuttosto emancipata. È convinta di essere stata sequestrata per volontà del padre e che sia proprio lui il carceriere del gruppo.
- Charlie Morse, interpretato da Alan Ruck, doppiato da Mauro Gravina.
È un agente di borsa molto facoltoso. Dichiara di avere una moglie malata terminale di cancro che dipende da lui e dalle sue cure. Freddo e calcolatore sembra non essere del tutto sincero sulla sua vita.
- Bill Blackham, interpretato da Sean O'Bryan, doppiato da Pasquale Anselmo.
Si presenta come un venditore di auto usate che si è svegliato nell'hotel subito dopo essere stato fermato ad un posto di blocco. È una persona impulsiva, testarda e senza scrupoli, cosa che lo porta a scontrarsi con il resto del gruppo. Non sembra essere sincero, soprattutto sul suo passato. È il primo a riuscire ad uscire dalla sua stanza d'albergo, ma non aiuterà gli altri, che incontrerà solo successivamente alla stazione di polizia.
- Teresa "Erika" Taylor, interpretata da Kandyse McClure, doppiata da Monica Bertolotti.
Ex-galeotta molto scontrosa, viene sequestrata e lasciata nella città fantasma un paio di settimane dopo gli altri. Ha un figlio di 11 anni di nome Anton e il suo ultimo ricordo è quella della sua esecuzione per iniezione letale. Sembra covare un profondo odio per il sesso maschile.

### Personaggi secondari
- Mark Renbe, interpretato da Gerald Kyd, doppiato da Niseem Onorato.
Giornalista per un noto quotidiano di San Francisco. È il primo a notare stranezze nella sparizione di Janet, bollata dalla polizia come "abbandono di minore". È deciso nell'indagare sul fatto nonostante la convinzione della sua direttrice nonché amante che si tratti di un "non-caso" e l'avversità di alcuni misteriosi uomini vestiti da tecnici della manutenzione.
- Kat Damatto, interpretata da Lola Glaudini, doppiata da Eleonora De Angelis.
È la direttrice del tabloid per cui lavora Mark, nonché sua amante. Inizialmente non è d'accordo con le convinzioni di Mark sulla sparizione di Janet e pensa che non ci sia in realtà nulla di strano dietro.
- Sam Edick, interpretato da Michael Harney, doppiato da Saverio Indrio.
È l'investigatore privato assunto da Janet per ritrovare suo marito. Sembra sapere molte cose sul rapimento degli ostaggi tanto da minacciare più volte il sospettoso Mark di pesanti conseguenze nel caso continui le sue indagini.
- Tom X, interpretato da Reggie Lee, doppiato da Enrico Di Troia.
È lo chef del ristorante cinese della città fantasma. Dichiara di non sapere il motivo per cui gli ostaggi si trovano li ed è incaricato solamente di fornire cibo ai membri del gruppo.
- Il portiere di notte, interpretato da Andy Greenfield, doppiato da Oliviero Dinelli;
È l'unico membro dello staff dell'albergo. Dichiara di non sapere nulla sui carcerieri né dove si trovi la città fantasma. Afferma di essere stato rapito per eseguire il suo lavoro, proprio come gli altri ostaggi, lasciando intendere che non è la prima volta che svolge questa mansione.
- Franlklin Fairchild, interpretato da James Read.
È l'ambasciatore statunitense in Italia nonché padre di Tori. La figlia lo accusa della morte di sua madre che lui definisce come "un incidente". Sua figlia è convinta ci sia lui dietro tutta la faccenda.